# Michele Scarponi
Michele Scarponi (ur. 25 września 1979 w Jesi, zm. 22 kwietnia 2017 w Filottrano) – włoski kolarz szosowy, zawodnik profesjonalnej grupy Astana Pro Team.
W zawodowym peletonie występował od 2002 roku. Zwycięzca Wyścigu Pokoju (2004). W 2009 zwyciężył w Tirreno-Adriático. W 2011 zajął 2. miejsce w Giro d’Italia. 6 lutego 2012 CAS zdyskwalifikował zwycięzcę – Alberto Contadora i w ten sposób, w świetle prawa Michele Scarponi został zwycięzcą Giro d’Italia.
Zginął 22 kwietnia 2017 podczas treningu, nieopodal swojego domu w Filottrano, został potrącony przez samochód. Został pochowany we włoskiej miejscowości Filottrano.

## Kwestia dopingu
Scarponi przyznał się do stosowania niedozwolonych środków w maju 2007, w związku z tzw. Operación Puerto. Został zawieszony przez Włoską Federację Kolarską na 18 miesięcy – do 14 listopada 2008. Jednak już w marcu 2008 CAS skrócił długość kary, ze względu na to że Włoch współpracował z organami ścigania, co pozwoliło zawodnikowi wrócić do peletonu w sierpniu 2008.

## Najważniejsze osiągnięcia
2002
- 18. miejsce w Giro d’Italia

2003
- 4. miejsce w Liège-Bastogne-Liège
- 16. miejsce w Giro d’Italia
- 13. miejsce w Vuelta a España

2004
- 1. miejsce w Wyścigu Pokoju
- 3. miejsce w Settimana Internazionale di Coppi e Bartali
- 4. miejsce w Liège-Bastogne-Liège
- 1. miejsce w Settimana Ciclistica Lombarda

2007
- 1. miejsce w Settimana Internazionale di Coppi e Bartali
- 2. miejsce w Giro del Trentino

2008
- 7. miejsce w Giro dell’Emilia

2009
- 1. miejsce w Tirreno-Adriático
- 1. miejsce na 6. i 18 etapie Giro d’Italia

2010
- 2. miejsce w Tirreno-Adriático
  - 1. miejsce na 4. etapie
- 1. miejsce w Settimana Ciclistica Lombarda
  - 1. miejsce na prologu
- 4. miejsce w Giro d’Italia
  - 1. miejsce na 19. etapie
- 3. miejsce w Giro dell’Emilia
- 2. miejsce w Giro di Lombardia

2011
- 2. miejsce w Tirreno-Adriático
  - 1. miejsce na 4. etapie
- 1. miejsce w Wyścigu Dookoła Katalonii (po dyskwalifikacji Alberto Contadora)
- 1. miejsce w Giro del Trentino
- 1. miejsce w Giro d’Italia (po dyskwalifikacji Alberto Contadora)
  -  1. miejsce w klasyfikacji punktowej
- 2. miejsce na 8. etapie Vuelta a España

2012
- 6. miejsce w Giro dell’Appennino
- 8. miejsce w Liège-Bastogne-Liège
- 4. miejsce w Giro d’Italia

2013
- 1. miejsce w Gran Premio Costa degli Etruschi
- 2. miejsce w mistrzostwach Włoch (start wspólny)
- 3. miejsce w Volta a Catalunya
- 5. miejsce w Liège-Bastogne-Liège
- 4. miejsce w Giro d’Italia

2014
- 9. miejsce w Tirreno-Adriático

2015
- 6. miejsce w Vuelta al País Vasco

2017
- 4. miejsce na Tour of the Alps
  - 1. miejsce na 1. etapie

## Starty w Wielkich Tourach
| Grand Tour | 2002 | 2003 | 2004 | 2005 | 2006 | 2007 | 2008 | 2009 | 2010 | 2011 | 2012 | 2013 | 2014 | 2015 | 2016 |
| ---------- | ---- | ---- | ---- | ---- | ---- | ---- | ---- | ---- | ---- | ---- | ---- | ---- | ---- | ---- | ---- |
| Giro       | 18.  | 16.  | -    | 47.  | DSF  | -    | -    | 31.  | 4.   | 1.   | 4.   | 4.   | DNF  | -    | 16.  |
| Tour       | -    | -    | 32.  | -    | -    | -    | -    | -    | -    | -    | 24.  | -    | 49.  | 41.  | -    |
| Vuelta     | -    | 13.  | -    | 11.  | -    | -    | -    | -    | -    | DSF  | -    | 15.  | -    | -    | 11.  |